# Santé aux États fédérés de Micronésie
Vous lisez un « article de qualité » labellisé en 2022.

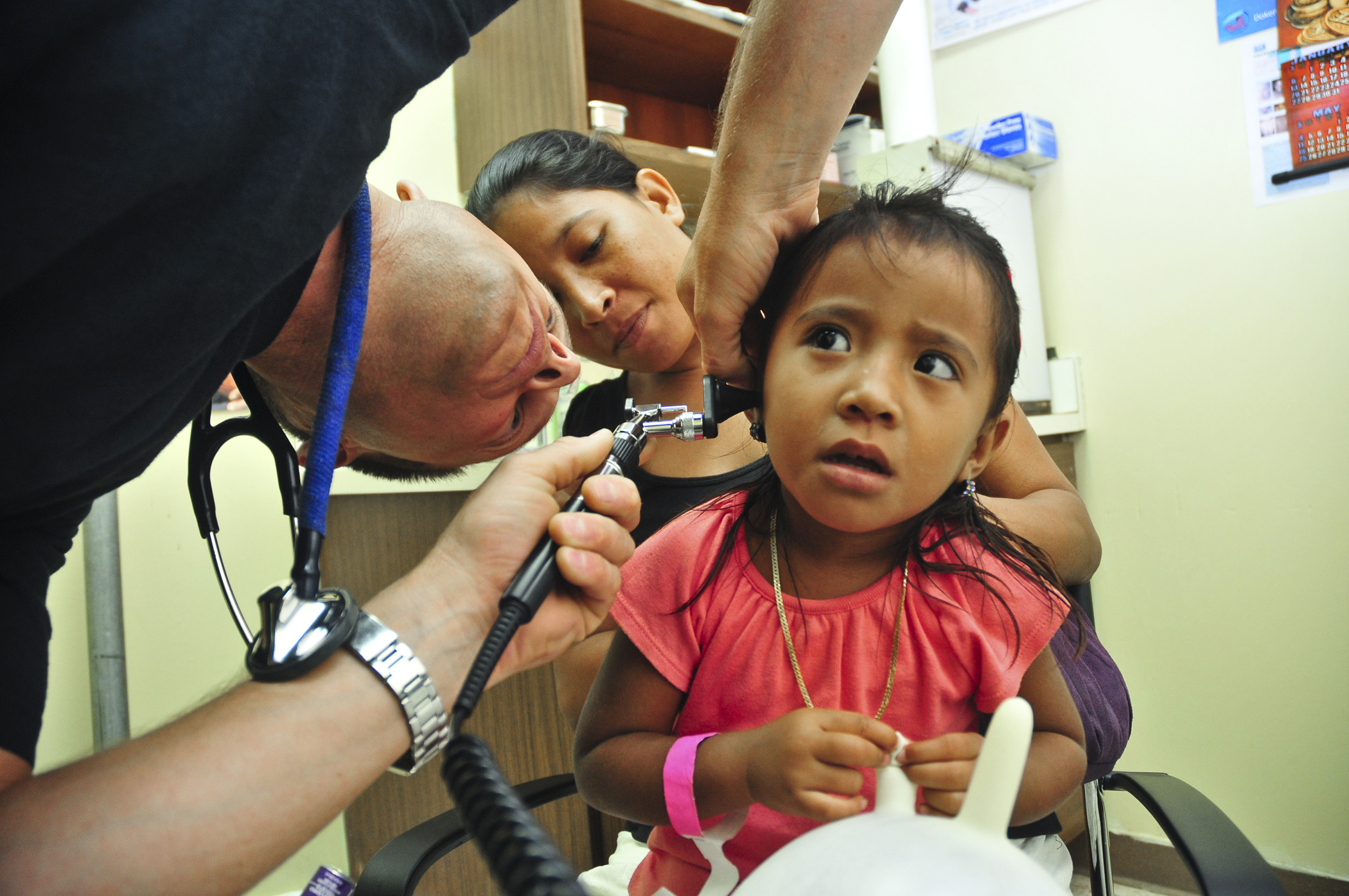
Médecin américain examinant le conduit auditif d'une fillette micronésienne à l'hôpital de Pohnpei dans le cadre du Partenariat du Pacifique en 2011.

La santé aux États fédérés de Micronésie concerne les populations vivant dans l'espace géographique des actuels États fédérés de Micronésie. Les conditions sanitaires avant les premiers contacts avec l'Occident sont inconnues. Au moment de l'arrivée des Européens dans l'océan Pacifique, les populations micronésiennes ont atteint un équilibre démographique.
Des années 1800 jusqu'à la fin du XIXe siècle, l'accroissement des contacts s'accompagne d'une introduction fréquente de maladies infectieuses qui dévastent les îles, emportant plus de 30 % de la population. De la domination allemande jusqu'à la fin de l'occupation japonaise en 1944, l'introduction de la médecine occidentale, entre autres de la vaccination, et de mesures de santé et d'assainissement permet une maîtrise des épidémies et une diminution des maladies endémiques parasitaires, respiratoires et gastro-intestinales. Cependant, la population des îles Yap, au contraire des autres parties du pays, continue à décliner durant cette période en raison des maladies.
À compter des années 1960, l'augmentation du niveau de vie provoque des changements dans le régime alimentaire à cause d'un accroissement de la place des aliments importés. Les maladies non transmissibles telles que le diabète et les maladies cardiaques deviennent fréquentes, peut-être favorisées par une composante génétique des populations. La malnutrition infantile, qui a augmenté des années 1950 aux années 1980 en raison notamment d'une mauvaise utilisation du lait en poudre, est en baisse constante depuis les années 1990 avec le retour de l'allaitement maternel.
Les principaux problèmes de santé rencontrés au début des années 2000 sont des maladies chroniques telles que l'hypertension artérielle, le diabète, à cause d'une évolution dans les pratiques alimentaires, et le cancer. La lèpre et la tuberculose touchent de nombreux Micronésiens. À la date de 2013, les États fédérés de Micronésie n'ont pas de centres de soin de santé mentale ni de psychiatres ou de psychologues.
Avant l'indépendance, les puissances occupantes assuraient, avec plus ou moins de vigueur, une politique sanitaire. Par la suite, les gouvernements des quatre États de la fédération ont l'entière responsabilité des questions liées à la santé et la majeure partie des lois sur la santé médicale relève de la compétence des États. Une part importante du financement du système médical est assurée par les États-Unis. Les dépenses totales de santé dans le pays sont de 473 $ par habitant en 2014. Cela représente environ 13,7 % du PIB. Le système de santé est jugé adéquat pour fournir des soins mais l'isolement géographique des îles rend l'obtention et le stockage des fournitures, mais aussi l'accès aux soins, difficiles.
Selon l'ONU, en 2019, le taux de mortalité infantile pour mille naissances vivantes est estimé à 21,8 pour les femmes et à 27,2 pour les hommes. L'espérance de vie à la naissance est de 66,2 ans pour les hommes et de 69,6 ans pour les femmes.

## Historique

### AuXIXesiècle, des épidémies dévastatrices
Les conditions sanitaires avant les premiers contacts avec l'Occident sont inconnues. Au moment de l'arrivée des Européens dans l'océan Pacifique, les populations micronésiennes ont atteint un équilibre démographique.
Dans la première moitié du XIXe siècle, l'intensification des contacts provoque un déclin démographique. Les autochtones sont en effet soumis à de nouvelles bactéries et virus introduits par les équipages de baleiniers, de commerçants, de colons et de missionnaires. Aux effets ravageurs de ces maladies s'ajoute la dépendance à l'alcool, substance que découvrent les Micronésiens. Ces différents facteurs ont un effet dévastateur sur les communautés insulaires, dont les coutumes sociales, les pratiques de vie et les idées sur la maladie ont rendu la propagation des maladies inévitables. Quelques missionnaires, médecins de formation, administrent des soins.

Carte actuelle des États fédérés de Micronésie.
Yap
Chuuk
Pohnpei
Kosrae

Des années 1840 à la fin du XIXe siècle, l'île de Pohnpei est touchée par de nombreuses épidémies de grippe (1843, 1856, 1871, 1874 et 1879) et de rougeole (1861 et 1894). La tuberculose et la dysenterie y sont également des causes de mort courantes. En 1854, une épidémie de variole, déclenchée par le baleinier américain Delta qui débarque deux malades et un corps, décime l'île qui perd environ 40 % de sa population, soit 4 000 personnes, malgré les efforts d'un missionnaire et d'un médecin américain pratiquant la variolisation sur des centaines d'autochtones. Mais le lieu le plus touché est Kosrae, dont 90 % de la population disparaît entre 1838 et 1890 pour atteindre 300 personnes. À Pohnpei et Kosrae, le pian est fréquent, et plus encore les maladies sexuellement transmissibles qui réduisent parfois presque à néant les naissances, participant au déclin des populations. Les îles Yap et les îles Truk sont beaucoup moins touchées, même si la grippe arrive aux îles Yap en 1843 et 1863, apportée à chaque fois par le même commerçant britannique. Les îles Yap ne sont pas souvent visitées par les navires avant qu'un commerce florissant de coprah débute dans les années 1870, tandis que les îles Truk ne deviennent un port d'escale et un lieu de résidence des agents d'entreprise qu'à la fin du siècle.

### L'arrivée de la médecine occidentale dans la première moitié duXXesiècle

#### Les efforts allemands
En 1887, les Espagnols construisent une infirmerie dans leur colonie de Pohnpei mais elle est inaccessible aux Micronésiens. Au tournant du siècle, l'Allemagne acquiert les îles Carolines où se trouvent les actuels États fédérés de Micronésie. Elle affecte des médecins aux Îles Yap et à Pohnpei et envoie pour de courtes périodes du personnel médical dans d'autres îles. Un hôpital de 40 lits ouvre en 1903 aux îles Yap et en 1913, l'administration allemande se propose d'en ouvrir prochainement un autre dans les îles Truk mais l'annexion japonaise l'année suivante l'en empêche. Au début du XXe siècle, la consommation d'alcool est interdite et le restera jusqu'en 1959-1960.
Afin de réduire la propagation des maladies infectieuses par les équipages étrangers, des mesures de quarantaine sont mises en œuvre dans certains districts. La vaccination régulière est également introduite et en 1907 la partie occidentale des îles Carolines, comprenant les actuels états de Yap et de Pohnpei, est presque immunisée contre la variole. Durant la colonisation allemande, le médecin Robert Koch identifie le pian comme la cause des défigurations et lésions corporelles auparavant attribuées à la syphilis et met en évidence l'aspect courant des maladies respiratoires, allant de la coqueluche à la tuberculose.
Durant l'ère allemande, la population des îles Yap chute rapidement, passant de 7 400 à 6 200 habitants au cours de la première décennie du XXe siècle. En 1907 puis en 1908-1909, des épidémies de dysenterie emportent au total 700 personnes et en 1910 la grippe fait de nombreuses victimes. En outre, la natalité est faible, ce qui est imputé par les autorités à la propagation de la gonorrhée et à la pratique généralisée de l'avortement. Pour tenter de contrer ce déclin, l'administration allemande cherche à empêcher les prostituées de monter dans les bateaux et les marins infectés de descendre à terre. De même, elle tente d'empêcher la pratique de faire venir des filles d'autres villages pour servir d'hôtesses (mispil) dans les maisons des hommes.

#### La politique sanitaire japonaise
À l'arrivée des Japonais fin 1914 dont l'occupation est légalisée par le mandat des îles du Pacifique cinq ans plus tard, la démographie des populations autochtones, après avoir fortement baissé, stagne désormais hormis dans le district de Yap où elle continue de diminuer en raison de la tuberculose, d'un problème respiratoire non identifié produisant une inflammation, des diarrhées infantiles et des gonorrhées qui empêchent les naissances,.
|         | Naissances | Taux de natalité | Décès | Taux de mortalité |
| ------- | ---------- | ---------------- | ----- | ----------------- |
| Yap     | 99         | 14,4             | 303   | 44,1              |
| Chuuk   | 358        | 23,8             | 372   | 24,1              |
| Pohnpei | 199        | 25,5             | 169   | 21,7              |

Durant le mandat japonais, la charge normale de travail des hôpitaux et dispensaires est constituée par les parasites intestinaux — près de 90 % de la population est touchée par des ascaris et la moitié par des ankylostomoses — les troubles respiratoires et les maladies de la peau — 90 % de la population est touchée par le pian.

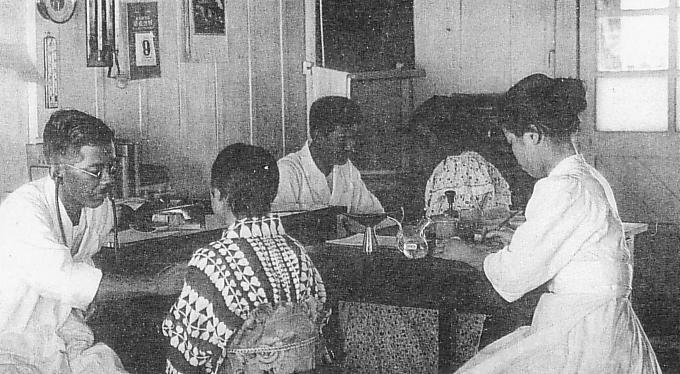
Vue intérieure de l'hôpital du district des îles Truk vers 1930.

Dès février 1915, les autorités navales japonaises autorisent les médecins des garnisons à prodiguer gratuitement des traitements médicaux aux populations locales et aux civils japonais. Dans chaque quartier-général de district naval est établi un petit hôpital et des efforts sont faits pour améliorer l'assainissement et l'hygiène corporelle des Micronésiens. La transmission du pouvoir à des autorités civiles en 1922 s'accompagne de la création d'hôpitaux gouvernementaux sur les Îles Yap, aux Îles Truk, à Pohnpei et plus tard à Kosrae. Des programmes de vaccination obligatoire sont menés jusque dans des îles éloignées et quelques femmes autochtones reçoivent une formation paramédicale. Une colonie de lépreux pour faire face à l'augmentation des cas et, en 1935, un sanatorium de 50 places pour isoler la tuberculose sont établis aux îles Yap. Des épidémies surviennent encore mais elles sont progressivement maîtrisées. Des modèles subventionnés de maisons plus saines, c'est-à-dire plus lumineuses, plus ventilées et moins vulnérables aux intempéries que les bâtisses traditionnelles sont proposés. Dans les plus grandes îles, des bains et latrines publiques sont établis, des accès à l'eau potable aménagés. Le programme de santé publique japonais est cependant un échec, selon Mark R. Peattie, en raison du trop faible financement des actions menées. Dans les îles Yap, l'action japonaise est rejetée, perçue comme une tentative d'abolir les coutumes traditionnelles.

#### Les premiers temps de la politique sanitaire américaine
Les actions militaires de la Seconde Guerre mondiale ont occasionné peu de morts. Alors que jusque-là la communauté était majoritairement chargée de la fourniture des soins de santé, avec la présence américaine formalisée par la création du territoire sous tutelle des îles du Pacifique (TTIP), c'est dorénavant le gouvernement. Lorsque les États-Unis s'installent, les insulaires sont généralement en mauvaise santé même s'ils se sont bien remis de l'immédiat après-guerre. Dès la fin des années 1940, le taux de natalité remonte, celui des décès descend et l'espérance de vie augmente.
En 1965, les États-Unis sont sévèrement critiqués par l'Organisation mondiale de la santé pour la faible qualité des services publics de santé. L'OMS pointe un manque de coordination dans la planification, la budgétisation et la supervision générale des questions de santé, l'absence de plan d'activité sanitaire, une prévalence des maladies résultant de mauvaises conditions d'hygiène, des équipements médicaux anciens ou décrépits, des hôpitaux sous-équipés, un personnel souvent insuffisamment formé.
Mis sous pression par les rapports négatifs de l'ONU concernant la gestion du territoire, les États-Unis augmentent considérablement, entre autres, le budget de la santé. La législation américaine sur la planification de la santé est étendue aux États fédérés de Micronésie. L'administration américaine embauche et supervise les médecins locaux et paye toutes les factures. Dans les années 1980, un conglomérat de programmes fédéraux et internationaux est mis à la disposition des gouvernements micronésiens. L'un d'eux, appelé Programme de référence médicale, permet à des patients d'être envoyés au Tripler Army Medical Center à Hawaï. Des hôpitaux plus grands et plus modernes sont construits,.
Le pian est rapidement pratiquement anéanti grâce à la pénicilline et des médicaments oraux sont fournis pour traiter les parasites intestinaux. La tuberculose pulmonaire, qui concerne 5 % des habitants des îles Yap, particulièrement touchées, est combattue à partir de 1960 par un programme de vaccination. Tous les hôpitaux de district disposent de salles spéciales pour isoler les victimes. Le crachat constant de noix d'arec a pu contribuer à la propagation de la maladie sur les îles Yap. Dans l'État de Chuuk, une épidémie de rougeole fait quelques morts au milieu des années 1960, mais les épidémies restent rares.

### De nouvelles maladies avec la modification des conditions de vie

#### Les conséquences de l'amélioration du niveau de vie
Au cours des années 1960, les subventions américaines et la population croissent, la richesse augmente en raison de la multiplication des emplois. Entre 1962 et 1977, le revenu par habitant triple. Les denrées alimentaires importées, autrefois à un prix prohibitif, sont désormais abordables pour de nombreux Micronésiens. L'achat de véhicules terrestres et maritimes à moteur entraîne une baisse de l'activité physique.

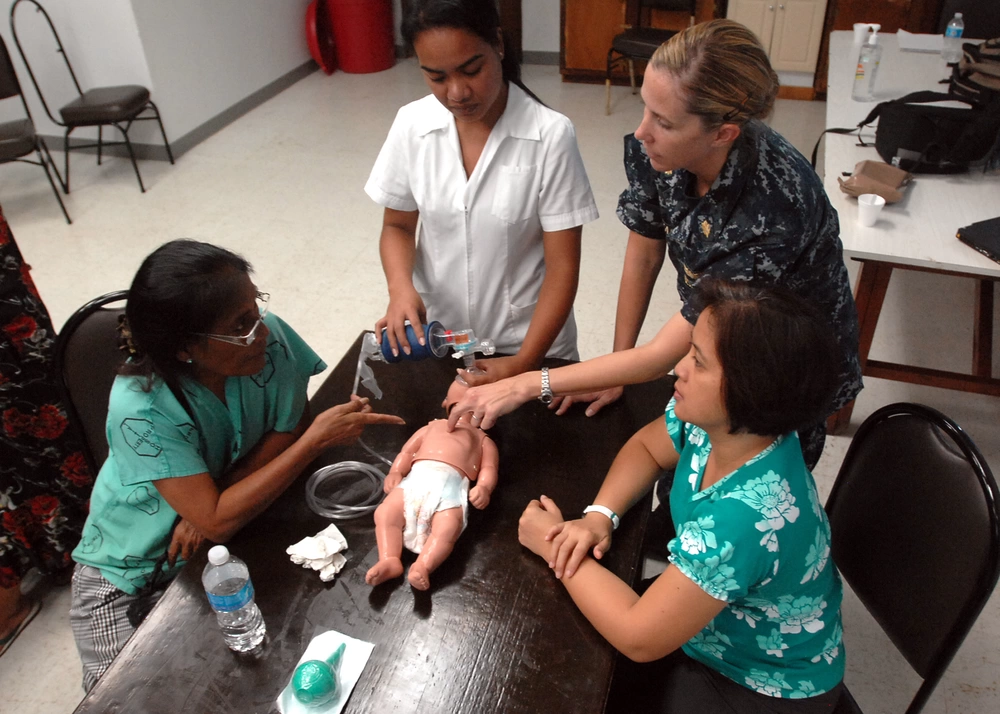
Démonstration de réanimation néonatale par une lieutenante américaine au cours du Partenariat du Pacifique 2011, au Département des services de santé de l’État de Pohnpei.

L'introduction du biberon et du lait en poudre permet à de nombreuses femmes de contourner les interdits sur les relations sexuelles pendant l'allaitement. Le lait en poudre est également perçu comme un signe de distinction en raison de son coût. En outre, de nombreuses mères ayant trouvé un emploi gouvernemental, fatiguées, confient leurs enfants à des parents, généralement âgés ou très jeunes, qui ne peuvent pas toujours servir de nourrice. Ces personnes n'ont pas d'expérience dans l'emploi du biberon (stérilisation, eau à faire bouillir) et éventuellement des pratiques sanitaires défaillantes. En outre, pour faire durer la conserve, les doses de préparation peuvent être diminuées ou coupées avec du Kool-Aid ou d'autres boissons. Pour les enfants sevrés, les aliments traditionnels sains sont remplacés par du riz blanc ou de la malbouffe et les valeurs nutritionnelles des aliments achetés en magasin sont méconnues. Cette modification du régime alimentaire aboutit à des carences en vitamine A, notamment dans l'État de Chuuk, dans une moindre proportion dans les États de Pohnpei et Kosrae, et plus généralement à une malnutrition infantile. Ainsi l'allaitement maternel autrefois très apprécié et encore largement pratiqué dans les îles après la Seconde Guerre mondiale, n'est en de nombreux endroits plus adopté que par une minorité au début des années 1970. Depuis le début des années 1990, cette pratique revient à l'honneur, mais entre 1991 et 1996, un quart des décès d'enfants dans l'État de Chuuk sont encore imputables à la malnutrition.
Si les nourrissons sont plus petits, les adultes sont en revanche plus gros, conséquence d'un régime riche en sodium et en graisses, renforcé par des glucides moins nutritifs comme le riz blanc, et de la consommation d'alcool, son interdiction ayant été abrogée en 1959-1960,. En outre, les Micronésiens conservent des attitudes incitant à la consommation héritées d'un passé où la disponibilité alimentaire était plus aléatoire en raison des aléas climatiques. Par conséquent, les maladies non transmissibles progressent, mouvement peut-être favorisé par une composante génétique. Les cas de diabète passent de 8 pour environ 39 000 habitants en 1956, à 522 pour environ 74 000 habitants en 1976, les maladies cardiaques de 192 à 1494 durant le même temps. Les accidents vasculaires cérébraux, l'insuffisance rénale et les amputations de membre s'accroissent. En 1994, environ 80 % des citoyens âgés de 35 à 54 ans sont en surpoids et l'espérance de vie est de 65 ans. Entre 1991 et 1996, le diabète, l'hypertension et les accidents vasculaires cérébraux représentent 46 % de tous les décès des personnes de 5 ans et plus et le cancer 17 %. Entre 1990 et 2003, sept personnes sur dix meurent de maladies non transmissibles. À la fin des années 2000, entre un tiers et la moitié des décès dans les États de Yap et de Pohnpei relèvent de maladies chroniques ou apparentées (maladies cardiaques, diabète, cancer, accidents vasculaires cérébraux),, de un quart à un cinquième dans l'État de Chuuk. Le taux est inconnu pour l’État de Kosrae.

#### L'influence de la modernisation de la société
À partir de la fin des années 1960, le taux de suicide des jeunes hommes augmente fortement à travers la région de Micronésie sans doute en raison des modifications culturelles qui affectent la société avec la modernisation. Une Division de santé mentale est créée en 1969 et institue des programmes de formation pour le personnel indigène. Il n'est toutefois pas assez financé pour répondre aux besoins. En outre, les réseaux d'alliance politiques, claniques et familiaux affectent l'efficacité du travail des médecins coordinateurs. Enfin, les pratiques médicales traditionnelles en matière de santé échouent à être utilisées par les administrateurs médicaux.

#### Quelques rares épidémies
À la fin du XXe siècle et au début du XXIe siècle, les épidémies sont devenues rares et peu ou pas mortelles. En 1982-1983, une épidémie de choléra touche l’État de Chuuk. Une épidémie de maladie à virus Zika, pour la première fois détectée hors d'Afrique et d'Asie, touche les Îles Yap en 2007. Entre les deux tiers et les trois quarts de la population, généralement asymptomatique, est touchée. Elle n'a pas entraîné d'hospitalisation. Les îles Yap sont concernées par le Chikungunya entre août 2013 et août 2014, mais aucun décès n'est enregistré. Épisodiquement, la dengue se manifeste dans le pays,.

## Le système de santé

### Financement
En 1979, les budgets de santé du Territoire sous tutelle des îles du Pacifique sont fortement diminués par les États-Unis en prévision de l'indépendance, acquise en 1986. La jeune nation est alors confrontée au coût du système de santé mis en place par les Américains et qu'elle ne peut assurer faute de finances suffisantes. Les systèmes de santé des États sont obligés de se restructurer pour diminuer les coûts — Dix-sept des vingt-cinq dispensaires de l’État de Pohnpei et les trois de l'État de Kosrae sont alors fermés — et éviter le transfert de patients à l'étranger. L’État de Yap réussit cette transformation avec succès. Un programme de soins à destination des Micronésiens dans des hôpitaux américains (Programme de référence médicale) soutenu financièrement et techniquement par les États-Unis est tout de même conservé grâce au Traité de libre association.
Depuis 1990, les gouvernements des quatre États de la fédération ont légalement l'entière responsabilité des questions liées à la santé, ce qui était dans les faits le cas auparavant, et la majeure partie des lois sur la santé médicale relève de la compétence des États. Ni la constitution des États fédérés de Micronésie, ni celles des États ne prévoient un droit à la santé même si elles obligent à fournir ou à promouvoir des services de santé. Les soins de santé sur le territoire national sont généralement gratuits et assurés par le gouvernement de chaque État. Les Micronésiens jugent normal que celui-ci règle la facture et ne s'attendent pas à payer. Depuis le milieu des années 1950 et au moins jusqu'en 1995, une redevance de seulement 10 cents est perçue sur chaque visite au dispensaire. Le financement des structures et soins de santé est assuré par une redistribution aux États des fonds perçus par le gouvernement fédéral auprès des États-Unis. Le gouvernement fédéral finance directement le système national d'assurance maladie.
En 2019, 68 % du budget de la santé est directement abondé par des fonds du Traité de libre-association et 27 % par des subventions accordées par le Département de la Santé et des Services sociaux des États-Unis. Seuls 5 % proviennent de revenus locaux. Le financement de la santé aux États fédérés de Micronésie est dépendant des financements externes, mais dans le même temps le gouvernement fédéral dégage des excédents (26,6 millions de $ en 2016). La course à la subvention se fait parfois au détriment des priorités locales en matière de santé.

### Les systèmes d'assurance maladie
Un régime national d'assurance maladie pour les employés du gouvernement des États fédérés de Micronésie entre en vigueur en 1984. Il fournit des avantages sur les services de soins de santé, y compris le diagnostic, les traitements, la chirurgie et l'hospitalisation. En 1990, le Congrès élargit l'éligibilité à tous les employés du gouvernement des États, aux employés d'autres agences, aux membres de leur ménage ou à leur charge. Quatre ans plus tard, la couverture est étendue à l'ensemble des employés des secteurs publics et privés et aux personnes à leur charge, puis en 2006 aux étudiants fréquentant des établissements postsecondaires sur le sol national. Cette assurance maladie, connue sous le nom de MiCare, se compose de trois options. L'option de base couvre les services de soins de santé et les traitements médicaux dispensés localement, celle immédiatement supérieure comprend également l'orientation vers un établissement de soins de santé hors de l'île du domicile. La plus coûteuse, n'est disponible que pour le personnel et leurs personnes à charge qui sont employés dans des bureaux gouvernementaux en dehors du pays.
Une loi de l'État de Chuuk de 1994 institue un régime d'assurance maladie indépendant. Tous les résidents qui travaillent dans l'État de Chuuk et les personnes à leur charge peuvent s'y inscrire. Ils bénéficient des prestations de base de l'hôpital d'État de Chuuk. Les souscripteurs sont également éligibles pour des soins médicaux hors de l'île vers des prestataires sélectionnés dans les Philippines.
|                                                |                                            | Yap | Chuuk  | Pohnpei | Kosrae |
| ---------------------------------------------- | ------------------------------------------ | --- | ------ | ------- | ------ |
| Système d'assurance maladie fédéral            | Nombre de souscripteurs et d'ayants droits | 550 | ?      | 12 939  | 2 525  |
| Système d'assurance maladie fédéral            | En % de la population                      | 5 % | ?      | 36 %    | 38 %   |
| Système d'assurance maladie de l’État de Chuuk | Nombre de souscripteurs et d'ayants droits | /   | 12 932 | /       | /      |
| Système d'assurance maladie de l’État de Chuuk | En % de la population                      | /   | 27 %   | /       | /      |

### La médecine traditionnelle
Avant l'introduction de la médecine conventionnelle et encore aujourd'hui hors des structures médicales étatiques, sont pratiqués des soins et administrés des médicaments avec de nombreuses plantes,,,,. Contrairement aux façons de faire anciennes, les soins ne sont souvent plus accompagnés de pratiques magiques tels que des chants, des charmes, des sorts. Dans l’État de Pohnpei, la loi interdit l'usage des pratiques médicinales traditionnelles dans les établissements de santé publics bien qu'elles soient encore exercées dans le cadre familial ou par des herboristes, sorciers, masseurs, devins, sages-femmes et spécialistes de la magie.

### La médecine conventionnelle
Le personnel médical est en partie constitué de travailleurs contractuels des États-Unis formés à l'étranger. Il existe, pour le personnel de l’État de Yap, un très petit programme dans les Îles Yap, et le College of Micronesia-FSM à Pohnpei a lancé un programme de soins infirmiers à l'automne 2011. Mais, la plupart des personnes ont suivi un cursus à l'étranger, généralement à l'université de Guam, à l'université d'Hawaï ou au College of the Marshall Islands à Majuro.

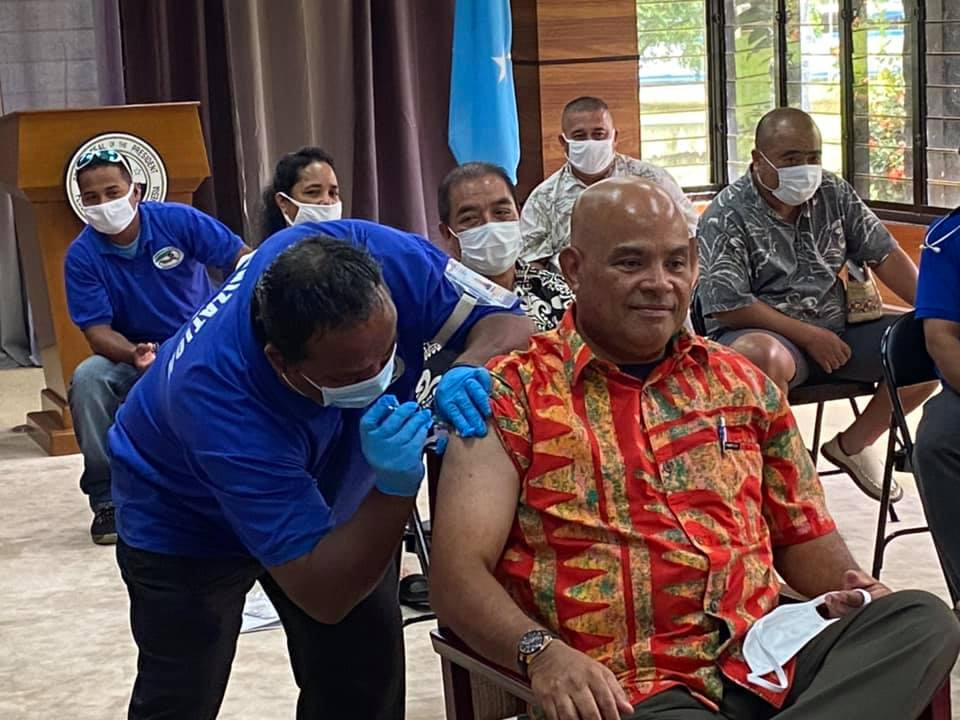
Vaccination contre la Covid-19 du président des États fédérés de Micronésie David W. Panuelo.

Les gouvernements des États détiennent la plupart des établissements de santé. Il existe un hôpital d’État sur l'île de Weno dans l'État de Chuuk, un autre à Tofol dans la municipalité de Lelu dans l'État de Kosrae, un troisième à Colonia sur les Îles Yap dans l'État de Yap, un dernier à Kolonia sur l'île de Pohnpei dans l'État de Pohnpei. Il n'y a que trois hôpitaux privés installés sur l'île de Pohnpei et un dernier sur l'île de Weno,. Un peu moins d'une centaine de dispensaires publics sont répartis dans le pays. Cependant, les patients peuvent être confrontés au sous-équipement et au manque d'expertise du personnel pour certaines pathologies. En outre, la situation urbaine des hôpitaux peut rendre leur accès difficile aux populations rurales ou provenant d'autres îles, en raison des marées ou des conditions météorologiques. Chacun des quatre États de la fédération reçoit environ 100 000 $ par an dans le cadre du Programme de référence médical financé par le Traité de libre-association pour financer des soins à l'étranger (à Guam, à Hawaï, aux Philippines) ne pouvant pas être réalisés dans les États fédérés de Micronésie,. Toutes les demandes ne peuvent pas être satisfaites et parfois seulement deux à trois patients par État peuvent en bénéficier sur la base de leurs conditions de ressources. Certains patients n'hésitent pas à partir à l'étranger pour obtenir des soins qu'ils jugent de meilleure qualité.
Le système de santé est jugé adéquat pour fournir des soins mais l'isolement géographique des îles rend l'obtention et le stockage des fournitures difficiles. Ainsi, faute d'avoir un accès aisé à de la gélose Columbia au sang ou à du sang de mouton, les laboratoires utilisent du sang humain obsolète, mais ce type de culture n'est pas recommandé pour différencier les profils hémolytiques des streptocoques.
Les États fédérés de Micronésie n'ont pas de centres de soin de santé mentale ni de psychiatres ou de psychologues. D'une manière générale, peu de moyens sont donnés pour le soin des maladies mentales dans les îles du Pacifique. En outre, les soins au sein de la famille ou la médecine traditionnelle perpétuent les idées fausses. La maladie mentale est largement perçue comme résultant de l'intervention d'esprits ancestraux ou surnaturels, parfois en raison de mauvaises actions ou d'une transgression morale, que seules des pratiques magiques peuvent faire disparaître. Toutefois, les prestataires de soins de santé conventionnelle ont une formation complète pour fournir des services de santé mentale. Les lits affectés à la santé mentale sont souvent rattachés aux services ordinaires, mais dans le cas où il est nécessaire d'assurer un environnement fermé, ce sont les cellules de prison qui sont, faute de mieux, utilisées. En 2007 est créé le Pacific Islands Mental Health Network (PIMHnet), dont font partie les États fédérés de Micronésie, pour aider au développement des soins de santé mentale.

## Soins de santé

### Indicateurs de santé
Selon l'ONU, en 2019, le taux de mortalité infantile pour mille naissances vivantes est estimé à 21,8 pour les femmes et à 27,2 pour les hommes. L'espérance de vie à la naissance est de 66,2 ans pour les hommes et de 69,6 ans pour les femmes,, l'espérance de vie en bonne santé de 54,4 ans pour les hommes et de 57,8 ans pour les femmes.
Les dépenses totales de santé dans le pays sont de 473 $ par habitant en 2014. Cela représente environ 13,7 % du PIB.

### Les pathologies
Les premiers contacts avec les populations européennes ont conduit à une explosion de la mortalité en raison de maladies transmissibles auxquelles les Micronésiens n'avaient pas été confrontés. La prévalence de ces maladies diminue progressivement même si elle reste importante, mais avec l'occidentalisation des modes de vie, les populations sont sujettes au développement de nouvelles maladies, non transmissibles. Les États fédérés de Micronésie sont donc à la fois touchés par les schémas de morbidité d'un pays en développement et d'un pays développé.

#### Les maladies transmissibles
La plupart des hospitalisations ont pour origine des maladies d'origine hydrique et alimentaire. De nombreux micronésiens sont également touchés par le streptocoque du groupe A qui peut entraîner un rhumatisme articulaire aigu . Lorsque la maladie a progressé au point d'atteindre la cardiopathie rhumatismale, les patients doivent quitter le pays pour trouver un traitement adéquat et le coût devient très élevé. Le pays présente le taux le plus élevé de maladie de Hansen (lèpre) du Pacifique occidental, ainsi qu'un taux élevé de tuberculose, présente dans toutes les îles. Vingt-et-un cas de tuberculose multirésistante ont été détectés dans l’État de Chuuk en 2008 et traités grâce à l'aide internationale. Leur apparition est attribuée à une rupture de la thérapie sous observation directe et à un manque de personnel. Des épidémies périodiques de virus Zika dans l’État de Yap, de dengue ou d'hépatite A sont observées. Le nombre de cas d'infection par le VIH est très faible mais la discussion sur le sexe est un sujet tabou et les préservatifs faiblement utilisés, ce qui pourrait conduire à une progression de l'infection. Le nombre de maladies évitables par la vaccination a considérablement diminué alors que la vaccination des enfants contre la rougeole, l'hépatite B, la coqueluche, la polio et les oreillons rencontre beaucoup de succès.

#### Les maladies non transmissibles
Les principaux problèmes de santé rencontrés au début des années 2000 sont des maladies chroniques telles que l'hypertension artérielle, le diabète et le cancer.

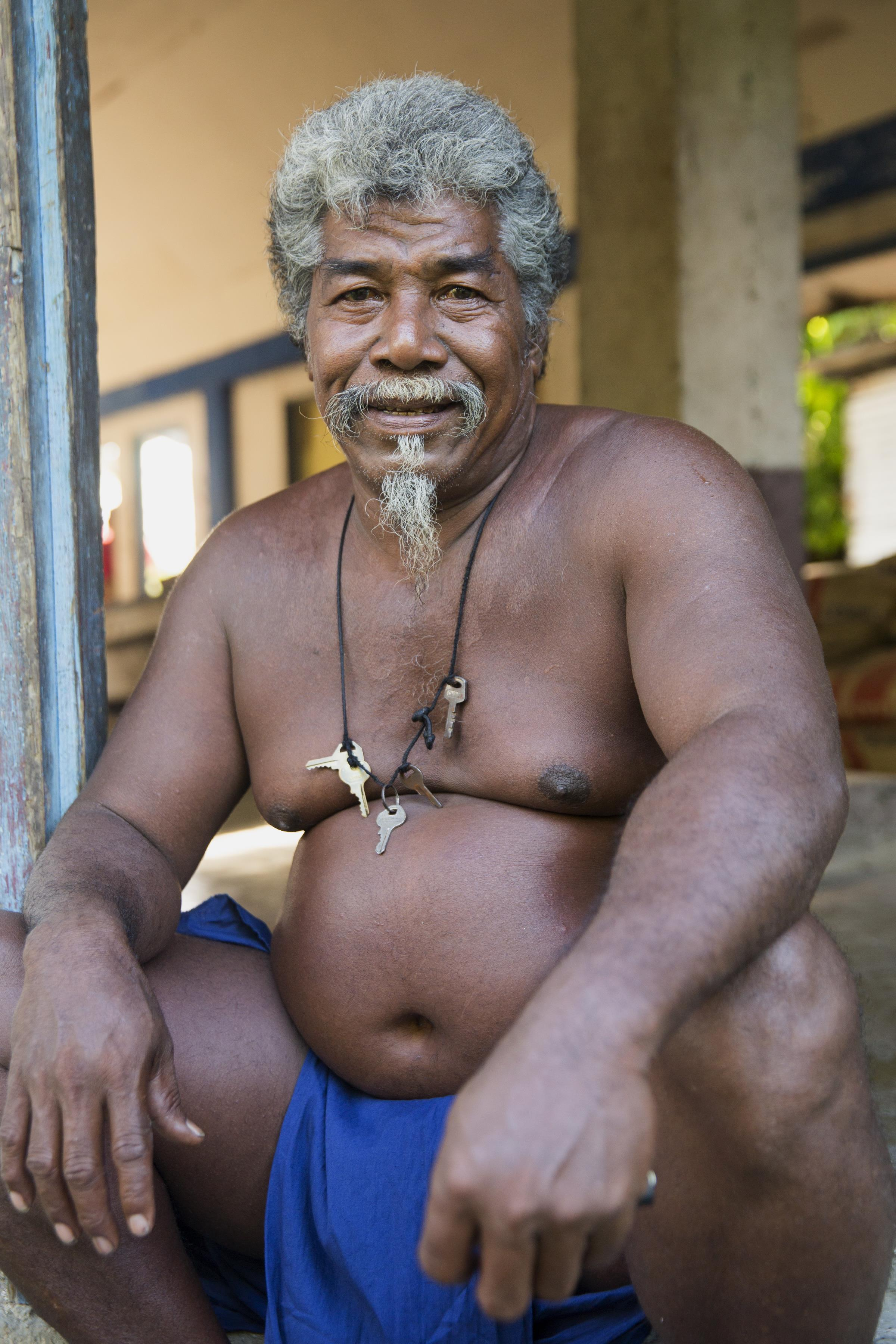
Villageois de l'île de Fais en surpoids.

Une enquête de l'Organisation mondiale de la santé de 2002 révèle que 82,7 % des femmes et 63,9 % des hommes sont en surpoids (indice de masse corporelle ≥ 25), et que 55,8 % des femmes et 30,0 % des hommes sont obèses (IMC≥30). Une enquête réalisée en 2008 dans l’État de Pohnpei a démontré que 32,8 % de la population adulte âgée de 25 à 64 ans est diabétique de type 2. La cause principale est attribuée au changement de régime alimentaire local, passant d'un régime traditionnel basé sur des aliments locaux (fruits à pain, taro, banane, poisson local et fruits de mer) à un régime plus occidentalisé reposant sur le blé, la farine, le riz blanc, le sucre, l'alcool et les viandes grasses en conserve telles que le corned-beef, aliments parfois moins chers mais demandant surtout moins d'efforts,. Il existe également une croyance erronée selon laquelle les aliments importés sont supérieurs aux aliments locaux. Leur achat nécessite de l'argent et est donc un signe de prestige. Le manque d'exercice, le sexe et l'âge sont d'autres facteurs contributifs. Les jeunes sont ainsi beaucoup plus concernées. Les populations ne résidant pas dans les capitales des États ou à proximité sont beaucoup moins touchées car elles conservent des habitudes d'alimentation, de cuisson des aliments sans graisse et des activités physiques traditionnelles.
Dans les États de Chuuk, Pohnpei et Yap, les causes les plus fréquentes de mortalité liée au cancer sont attribuées au cancer des poumons, des ovaires, du col de l'utérus, du sein et de la prostate. Le cancer de la bouche, conséquence de la consommation combinée de noix de bétel et de tabac, est fréquent dans l'État de Yap,. La noix de bétel peut également être associée à de la chaux en poudre ou à une feuille de bétel. En 2017, 93,5 % des enfants de 2 à 8 ans de l’État de Yap en consomment quotidiennement et pendant ensuite en moyenne une vingtaine d'années. Ce sont 50 % d'entre eux dans l’État de Pohnpei et un peu plus de 10 et 20 % dans les États de Kosrae et de Chuuk. Dans ces trois États, la consommation n'est pas traditionnelle et se développe depuis une à deux décennies seulement. Dans l’État de Yap, l'échange de noix d'arec, de tabac et d'alcool est au cœur de pratiques traditionnelles, par exemple pour rendre hommage à un chef, qui encouragent la consommation. Sensibilisé à cette question, le conseil de Tamol a ordonné que les organismes gouvernementaux ne fournissent plus ces produits lors des hommages traditionnels aux chefs. Au contraire des autres États, celui de Kosrae n'est pas particulièrement touché par le cancer. Il se pourrait, toutefois, d'après du personnel médical micronésien, que les taux de mortalité par cancer des États soient sous-déclarés en raison des limites de l'infrastructure de lutte contre le cancer (manque de ressources humaines et de laboratoires, absence de registres centralisés, difficultés dans la transmission des dossiers, etc.).

#### Les maladies héréditaires
L'atoll de Pingelap dans l'État de Pohnpei est remarquable pour la prévalence d'une forme extrême de daltonisme appelée achromatopsie, et connue localement sous le nom de maskun,. Environ 5 % des 3 000 habitants de l'atoll sont touchés,.

#### La santé mentale
Le taux de suicide des jeunes hommes adultes micronésiens est l'un des plus élevés au monde. Le suicide est une manifestation extrême de souffrance mentale mais elle n'est pas toujours liée à un problème de maladie mentale, même si les personnes avec des troubles mentaux sont plus susceptibles d'y avoir recours. Dans les cultures micronésiennes, le suicide est par exemple une forme de réponse pour éviter la confrontation lors d'un conflit interpersonnel sérieux.
Les désordres mentaux existaient avant la période coloniale mais leur incidence et leur degré ont augmenté avec la colonisation, le capitalisme, l'urbanisation. La modification des structures familiales et des rôles a intensifié les conflits entre générations alors que les structures traditionnelles pour dissiper les tensions sont devenues obsolètes. Un différentiel élevé s'observe entre les hommes et les femmes. Il est expliqué par le fait que le rôle domestique des femmes est considéré comme plus protecteur alors que les hommes sont soumis à plus de pression sociale, ont moins de soutien et sont les plus concernés par les changements. Ils sont en outre plus susceptibles de chercher réparation dans l'abus de substances telles que l'alcool,. Les régions micronésiennes les plus touchées sont celles situées le plus à l'ouest, les plus concernées par la modernisation.